# 대한민국 민법 제1044조
대한민국 민법 제1044조는 포기한 상속재산의 관리계속의무에 대한 대한민국 민법 조문이다.

## 조문
제1044조(포기한 상속재산의 관리계속의무) ① 상속을 포기한 자는 그 포기로 인하여 상속인이 된 자가 상속재산을 관리할 수 있을 때까지 그 재산의 관리를 계속하여야 한다.
② 제1022조와 제1023조의 규정은 전항의 재산관리에 준용한다.